# Хуліо Байлон
Хуліо Байлон (ісп. Julio Baylón, 10 вересня 1950, Піско — 9 лютого 2004, Ліма) — перуанський футболіст, що грав на позиції нападника.
Виступав, зокрема, за клуби «Альянса Ліма» та «Фортуна» (Кельн), а також національну збірну Перу, у складі якої був учасником чемпіонату світу 1970 року.

## Клубна кар'єра
У дорослому футболі дебютував 1967 року виступами за команду «Альянса Ліма», в якій провів дев'ять сезонів.
У 1973 році він виїхав до Західної Німеччини, щоб приєднатися до клубу Бундесліги «Фортуна» (Кельн). Після одного сезону в еліті (13 ігор, 1 гол у матчі з «Дуйсбургом») «Фортуна» вилетіла до Другої Бундесліги, де перуанець провів з командою ще два роки. У сезоні 1976/77 він виступав за «Гомбург», який грав у тій самій лізі, а потім через рік повернувся до «Фортуни», провівши там ще один сезон.
У 1978 році Байлон поїхав до США і протягом трьох сезонів захищав кольори клубу «Рочестер Лансерс» у NASL, на той момент вищому дивізіоні країни. Паралельно у сезоні 1978/79 грав за шоубольний клуб «Нью-Йорк Ерроуз» з Major Indoor Soccer League, вигравши з командою турнір.

## Виступи за збірну
14 липня 1968 року дебютував в офіційних іграх у складі національної збірної Перу в товариському матчі з Бразилією (3:4). Забив свій перший гол у збірній 9 квітня 1969 року в товариському матчі проти Бразилії (2:3), а другий і останній 18 березня 1970 року в зустрічі проти Мексики (3:3), яка теж мала товариський статус.
У складі збірної був учасником чемпіонату світу 1970 року у Мексиці. У цьому турнірі він зіграв в одному матчі групового етапу проти Болгарії (3:2), а також у програному чвертьфіналі проти майбутніх переможців турніру збірної Бразилії (2:4).
Востаннє він виступав у національній збірній 25 жовтня 1972 року в товариському матчі з Аргентиною (0:2). Загалом протягом кар'єри у національній команді, яка тривала 5 років, провів у її формі 32 матчі, забивши 2 голи.
Помер 9 лютого 2004 року на 54-му році життя у місті Ліма.